# Veronika Žilková
Veronika Žilková (* 16. října 1961 Praha) je česká herečka, dcera českého hudebníka a hudebního pedagoga profesora Václava Žilky, držitelka ocenění Český lev za vedlejší roli v českém filmu Zapomenuté světlo z roku 1996.

## Životopis
Pochází z umělecké rodiny. Její otec byl hudební pedagog a flétnista Václav Žilka (1924–2007) a matka byla Olga Žilková, rozená Chutná (1924–2022) . Má bratra Štěpána a sestru Jarmilu.
Již od dětství byla členkou souboru Chorea Bohemica a hrála na zobcovou flétnu. Po maturitě na Gymnáziu Na Zatlance studovala jeden semestr psychologii na Filozofické fakultě Univerzity Karlovy. Chtěla se věnovat lidovému tanci, ale nakonec zvolila studium herectví na DAMU. Od druhého ročníku hrála v pražském Činoherním klubu. Po absolutoriu působila v Městských divadlech pražských, Činoherním klubu, Divadle na Vinohradech, Divadle Palace, Švandově divadle, Divadle Bez zábradlí, Městském divadle Mladá Boleslav, Divadle Na Fidlovačce, Národním divadle, Hudebním divadle Karlín a Divadle Viola.
Před filmovou kameru se Žilková poprvé dostala v osmnácti letech se souborem Chorea Bohemica ve filmu Dívka s mušlí (1980). Ještě jako studentka herectví si zahrála po boku Jana Čenského hlavní roli v komedii Když rozvod, tak rozvod (1983), dceru hlavního hrdiny Evu v tragikomedii Samorost (1983), dceru J. A. Komenského v Putování Jana Amose (1983) a dceru Leoše Janáčka v životopisném snímku Lev s bílou hřívou (1986). Osudovou lásku Karla Hynka Máchy Lori ztvárnila v životopisném snímku Mág (1987). Do povědomí širší veřejnosti vstoupila rolí vychovatelky Jany v televizním seriálu My všichni školou povinní (1984) a poté využívala četných nabídek z televize, zejména v pohádkách, inscenacích a seriálech (např. Druhý dech 1988).
Také po roce 1989 dostávala Žilková kvalitnější nabídky v televizních inscenacích, seriálech a pohádkách, za zmínku stojí např. její role vězeňské dozorkyně v seriálu Přítelkyně z domu smutku z roku 1992. V polovině 90. let se jí však dostalo velké a umělecky hodnotné šance ve filmu. Za roli umírající Marjánky v melodramatu Zapomenuté světlo (1996) získala prestižní ocenění Český lev. V roce 2000 byla na tuto cenu nominována znovu za hlavní ženskou roli ve filmu Otesánek. V té době se stále objevovala v televizi a její vrcholná popularita přišla s hlavními rolemi v seriálech To jsem z toho jelen (2000) a Šípková Růženka (2001).
Českým televizním divákům je Žilková známa také ze svého účinkování v satiricko-humoristickém pořadu TV Nova Tele Tele (2000-2007), kde vystupovala společně s Richardem Genzerem, Michalem Suchánkem a Josefem Cardou. Tento projekt byl po celou dobu svého několikaletého vysílání velmi kontroverzní. Měl mnoho nadšených příznivců, ale také nesmlouvavých odpůrců. Přestože měl nevyváženou kvalitu, získal si pozornost diváků a dokonce vyhrál v divácké anketě televize Nova v kategorii Pořad roku. Žilková v něm zastupovala ženský prvek a také se na pořadu podílela jako scenáristka. Herečka měla i svůj vlastní pořad na televizi Prima s názvem Pustit žilou (2008), který však nedosáhl takového úspěchu jako Tele Tele.
V pozdějších letech se začala věnovat více divadlu, nicméně si stále udržovala pozornost svými rolemi v televizních seriálech na veřejnoprávních i soukromých stanicích, např. Soukromé pasti (2008) a Vyprávěj (2009). Po působení na několika různých divadelních scénách našla trvalé angažmá v Činoherním klubu, kde hrála v představeních Třetí zvonění, Sex noci svatojánské (1993) nebo Letní byt (1999–2002). Česká televize také pořídila záznam hry Deskový statek (2001–2008). Kromě toho Žilková hostovala i na dalších pražských divadelních scénách, například v muzikálu Ginger a Fred v Divadle Broadway (2006).
Jednou z jejích významných divadelních rolí byla postava Adiny Mandlové ve hře Adina, kterou v letech 2007–2009 uvedlo Vinohradské divadlo. Představení získalo značnou pozornost médií, což bylo částečně způsobeno i hereččiným komplikovaným osobním životem. Zajímavé možnosti představovala také role v divadelní adaptaci slavného italského filmu Silnice (2007–2009) v Klicperově divadle v Hradci Králové nebo v konverzační veselohře Kachna na pomerančích (2006–2012) v pražském Divadle Palace.  

### Vztahy v rodině
Žilková byla v letech 1984–1988 vdaná za Jiřího Hanycha, druhým manželem byl Marek Navrátil (1988–2005). V roce 2008 se potřetí provdala za Martina Stropnického, herce a režiséra Vinohradského divadla. Pár v roce 2022 oznámil rozchod, rozvod byl formálně dokončen v červnu 2023. V letech 2023 až 2024 byl jejím partnerem bývalý basák kapely Argema Josef Holomáč.
Veronika Žilková
- Jiří Hanych (* 1958) – manželé v letech 1984 až 1988
  - Agáta Hanychová (* 1985) – bývalý manžel Jakub Prachař
    - Kryšpín Dopita (* 2011)
    - Mia Prachařová (* 2017)
    - Rozárie Soukupová (* 2023)
- Marek Navrátil – manželé v letech 1988 až 2005
  - Cyril Navrátil
  - Vincent Navrátil
- Martin Stropnický (* 1956) – manželé v letech 2008 až 2023
  - Kordula Stropnická (* 2005)
  - Melichar Stropnický (14. 5. 2007 – 27. 11. 2007)
- nevlastní (osvojené) děti:
  - Markéta a Jan Herclíkovi

## Politika
V komunálních volbách v roce 2014 kandidovala jako členka hnutí ANO 2011 do Zastupitelstva městské části Praha-Suchdol a byla zvolena. Ve volbách v roce 2018 již nekandidovala.
Když se jí novináři v červnu 2019 ptali, zda stále podporuje hnutí ANO 2011, odmítla odpovědět. Respektive poskytla následující vyjádření: „Nemohu vám odpovědět, neboť to mám v předpisech. Jsem manželka státního úředníka vyslaného do zahraničí. Podmínkou diplomacie je být apolitická.“
V prezidentských volbách 2023 v 1. kole podpořila kandidátku Danuši Nerudovou.

## Filmografie, výběr

### Film
- 1980 Krakonoš a lyžníci
- 1983 Putování Jana Amose
- 1983 Samorost
- 1982 Když rozvod, tak rozvod
- 1986 Lev s bílou hřívou
- 1987 Mág
- 1992 Kamarád do deště II - Příběh z Brooklynu
- 1996 Zapomenuté světlo (Český lev za nejlepší ženský herecký výkon ve vedlejší roli)
- 1998 Česká soda
- 1999 Eliška má ráda divočinu
- 2000 Otesánek
- 2001 Kruh
- 2000 Anděl Exit
- 2005 Anděl Páně
- 2006 Po hlavě... do prdele
- 2012 Můj vysvlečenej deník
- 2013 Babovřesky ...aneb z dopisu venkovské drbny
- 2014 Babovřesky 2
- 2015 Malá z rybárny
- 2015 Babovřesky 3
- 2016 Jak se zbavit nevěsty
- 2016 Anděl Páně 2
- 2018 V klidu a naplno
- 2018 Don Quijote v Čechách
- 2018 Alenka v zemi zázraků
- 2019 LOVEní
- 2021 Stáří není pro sraby
- 2022 Řekni to psem
- 2022 Vánoční příběh
- 2022 Spolu

### Televize
- 1982 Doktor z vejminku
- 1984 My všichni školou povinní
- 1985 Pták žal
- 1987 Pán a paní Denisovi
- 1987 Paní liška
- 1989 Druhý dech
- 1989 Smrt v kruhu (TV detektivka) - role: Ilona Vrbová, dcera inspektora Vrby
- 1992 Přítelkyně z domu smutku
- 1999 Případy detektivní kanceláře Ostrozrak
- 2000 Deník šílené manželky
- 2000 Tele Tele
- 2001 Šípková Růženka
- 2001 To jsem z toho jelen
- 2004 Křesadlo
- 2005 Náves
- 2008–2009 Ošklivka Katka
- 2009–2013 Vyprávěj
- 2010 Cukrárna
- 2011 Villa Faber
- 2012 Dvanáct měsíčků
- 2013 Škoda lásky
- 2015 Všechny moje lásky
- 2018 Labyrint
- 2019 Kameňák
- 2021 Hvězdy nad hlavou
- 2022 Dobré zprávy

### Dabing
- 1984 – TV film Vím, že víš, že vím – Isabella de Bernardi (Veronica Bonetti)
- 1984 – TV film Děvče a chlapec – Birgit Käding (Kateřina)
- 1986 – seriál Záhadný pan Duvallier – Sabine Azéma (Laurence)
- 1986 – TV film Není sirotek jako sirotek – Jana Nagyová (sekretářka Jitka)
- 1986 – TV film Experiment Eva – Magdalena Wollejko (Eva)
- 1987 – seriál Místo činu – Beate Jensen (Kate Bollmannová)
- 1989 – TV film Pohádka o zamilovaném malíři – Jekatěrina Golubeva (Kaťuše)
- 199x – TV film Kosmetička a zvíře – Fran Drescher (Joy Miller)
- 199x – TV film Cookie – Emily Lloyd (Carmela Voltecki)
- 1992 – TV film Thelma a Louise – Geena Davis (Thelma Dickinson)
- 1993 – seriál Simpsonovi – Beverly D'Angelo (Lurleen Lumpkinová)
- 1993 – TV film Zlaté pěsti – Ángela Molina (Elena)
- 1993 – TV film Vesmírná tělesa – Lorene Yarnell (Dot Matrix)
- 1993 – TV film Top Gun – Meg Ryanová (Carol Bradshaw)
- 1993 – TV film Noční můra v Elm Street 3: Bojovníci ze sna – Heather Langenkamp (Nancy Thompsonová)
- 1993 – TV film Frankie a Johnny – Michelle Pfeifferová (Frankie)
- 1993 – TV film Dva společníci – Fabiana Medici (sestra Leticie)
- 1994 – TV film Noční dobrodružství – Penelope Ann Miller (Brenda)
- 1994 – TV film Můj ďábelský milenec – Michele Little (Denny)
- 1994 – TV film Mladý Frankenstein – Teri Garr (Inga)
- 1995 – seriál Na zdraví – Shelley Long (Diana Chambers)
- 1995 – seriál Columbo: Etuda v černém – Anjanette Comer (Jenifer Welles)
- 1995 – TV film Sugarlandský expres – Goldie Hawn (Lou Jean Poplin)
- 1996 – seriál Profesionálové – Linda Hayden (Gerda)
- 1996 – seriál Beverly Hills 90210 – Paige Moss (Tara)
- 1996 – TV film Indočína – Dominique Blancová (Yvette)
- 1996 – TV film Hrdina proti své vůli – Geena Davis (Gale Gayley)
- 1999 – seriál Červený trpaslík – 3.–5. série – Hattie Hayridge (Holly)
- 1999 – TV film Vrána – Anna Levine (Darla)
- 1999 – TV film Nebeští vězni – Mary Stuart Masterson (Robin Gaddis)
- 2005 – TV film Rychlý Stripes – Whoopi Goldberg (koza Franny)
- 2005 – TV film Největší ženská naděje – Sabine Haudepin (Hélène)
- 2012 – film Raubíř Ralf – Sarah Silvermanová (Vanilopka)
- 2013 – film Já, padouch 2 – Kristen Wiigová (Lucy Wildeová)
- 2017 – film Já, padouch 3 – Kristen Wiigová (Lucy Wildeová)
- 2018 – film  Raubíř Ralf a internet – Sarah Silvermanová (Vanilopka)

#### Režie českého znění
- 1994 – TV film Záměna
- 1994 – TV film Vražda na Eigeru
- 1994 – TV film Podivná pohostinnost
- 1994 – TV film Francouzské pohlednice
- 2009 – TV film Nepříznivý Saturn

## Rozhlas
- Český rozhlas 3 Vltava
  - 1998 – Paní z moře (Hilda, dcera z prvního manželství)
  - 1993 – Naprosto lhostejné (Gudrun)
  - 1996 – Pět šípů Amorových (Delia)
  - 2004 – Nabídka a poptávka (Ruby)

## Divadlo

### Vybrané divadelní role
- Hudební divadlo Karlín
  - 1983 – Pohádka mého života (Jana)[10]
- Divadlo Viola
  - 1984 – Hrnečku, vař![11]
- Divadlo DISK
  - 1984 – Ze života hmyzu (Kukla, Cvrčková)[12]
  - 1984 – Obchod s chlebem (Vdova Quecková, Nezaměstnaná)[13]
  - 1984 – Ledová sprcha (Žadatelka)[14]
- Divadlo na Vinohradech
  - 1985 – Plavovláska (Dívka)[15]
  - 1986 – Ach, ta léta bláznivá! (Muriel McComberová)[16]
  - 2007–2009 – Adina (Adina)[17]
  - 2009–2012 – Zkouška orchestru (moderátorka)[18]
  - 2010–2012 – Naprosto neuvěřitelná událost o dvou dějstvích: Ženitba aneb Mene tekel, méně Tekel! (nevěsta Agáta)[19]
  - 2011–2014 – Cyrano!!Cyrano!!Cyrano!! Postmuzikál (Herečka / Dueňa / 1. Jeptiška)[20]
  - 2011–2013 – Apartmá v hotelu Plaza (Karen Nashová)[21]
  - 2012–2013 – Byl jsem při tom (Randová)[22]
- Městská divadla pražská (Divadlo ABC)
  - 1986 – Přelet nad hnízdem kukačky (Sestra Flinnová)[23]
  - 1987 – Klapzubova jedenáctka (Anka)[24]
  - 1987 – Můj strýček kauboj aneb Rodeo (Věra, Martinova dívka) – vystupovala v alternaci s Isabelou Siegelovou[25]
  - 1989 – Piráti z Fortunie (Markéta) – vystupovala v alternaci s Isabelou Siegelovou[26]
  - 1991 – Tři mušketýři (Estefania)[27]
  - 1991 – Černošský Pánbůh a páni proroci (Eva aj.)[28]
- Městská divadla pražská (Divadlo Rokoko)
  - 1988 – Příběh Jana Jakubce (Dominika, dcera Jana Jakubce)[29]
  - 1988 – Příběhy z Dekameronu (Filumena) – vystupovala v alternaci s Danou Syslovou[30]
  - 1990 – Pan Biedermann a žháři (Anna)[31]
  - 1990 – Adam Stvořitel, monstrkabaret v minidivadle (Lilith)[32]
- Divadlo "KÁ"
  - 1991 – Lotos na mrazu / tragédie dell'arte / (Smeraldina)[33]
- Národní divadlo (Stavovské divadlo)
  - 1993–1996 – Zpověď dítěte svého věku (Paní Levasseurová) – vystupovala v alternaci s Janou Bouškovou[34]
- Švandovo divadlo
  - 1996 – Zabiják Joe
- Činoherní klub
  - Třetí zvonění
  - 1993 – Sex noci svatojánské (Ariel) – vystupovala v alternaci s Martinou Menšíkovou[35]
  - 1994–1998 – Figarova svatba (Hraběnka) – vystupovala v alternaci s Veronikou Freimanovou[36]
  - 1996 – Zabiják Joe (Sharla Smithová) – vystupovala v alternaci se Simonou Stašovou[37]
  - 1999–2002 – Letní byt[38]
  - 2001–2008 – Deskový statek (Malá česká realitka) (Julie)[39]
  - 2001–2008 – Portugálie (Žena)[40]
  - 2009–2012 – U Kočičí bažiny (Hester Swanová)[41]
  - 2011–2015 – Kukura (Ona)[42]
- Divadlo Palace
  - 2006–2012 – Kachna na pomerančích (Liz Prestonová)[43]
  - 2009 – Divadelní komedie (divadelní ředitelka a režisérka Matylda)
- Městské divadlo Mladá Boleslav
  - 1995–1999 – Paní z moře (Ellinda Wangelová, 2. žena MUDr. Erika Wangela, obvodního lékaře)[44]
- Divadlo Na Fidlovačce
  - 1998–1999 – Dvanáctá noc (Večer tříkrálový) aneb Cokoli chcete (Viola)[45]
  - 1999 – Vzhůru do Pelhřimova! aneb Tažní ptáci (Ema) – vystupovala v alternaci s Terezou Bebarovou[46]
- Divadelní společnost Jana Hrušínského
  - Nadílka
- Divadlo Broadway
  - 2006 – Ginger a Fred (Amelie)
- Klicperovo divadlo
  - 2007–2009 – Silnice (Gelsomina) – vystupovala v alternaci s Isabelou Smečkovou Bencovou[47]